# 小山乃里子のうた声ラジオ
小山乃里子のうた声ラジオ（こやま・のりこのうたごえラジオ）は、ABCラジオの音楽番組。

## 概要
2011年7月まで放送されていた「日曜なつメロ大行進」の体裁をリニューアルする形で、2011年10月から放送を開始。フリーアナウンサーの小山乃里子が、昭和の懐かしい歌謡曲や邦楽など、聞きなじみのある楽曲をリスナーのリクエストに基づいて紹介していくものである。

## 放送日時
- 2011年10月-2012年6月（7月1日まで）　毎週日曜日　18:00 - 19:30

当番組の放送枠で『ABCフレッシュアップベースボール』として阪神タイガースのナイトゲームを中継する場合放送を休止。ただし、2012年4-6月は上記の中継を実施しなかったため、7月1日まで当番組をレギュラーで放送した。同年7月8日-9月末までは、阪神戦の有無にかかわらず日曜日にプロ野球のナイトゲームを開催した関係で、当番組を再び休止している。
- 2012年10月-2012年12月30日　毎週日曜日　18:00 - 20:00

同枠の後継番組は2013年1月6日より「Cheers!」。